# Migration guidée par les humains
Ne doit pas être confondu avec Colonisation assistée.

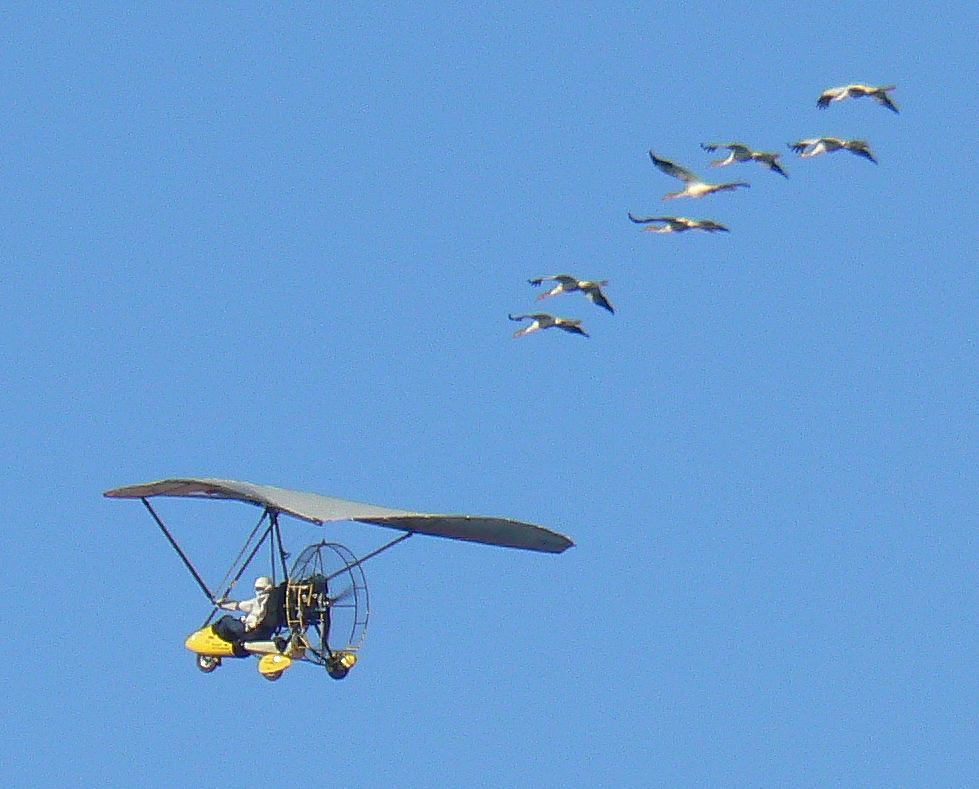
Grues blanches juvéniles accomplissant leur première migration, depuis le Wisconsin jusqu'en Floride en janvier 2009 en suivant un planeur ultraléger.

La migration guidée par les humains est une méthode de rétablissement des voies migratoires des oiseaux élevés par des humains pour leur réintroduction dans la nature,.
C'est une technique principalement utilisée pour les espèces en voie d'extinction où la perte d'individus et de territoires a entraîné la disparition de leurs routes migratoires. Pour éviter leur extinction, l'élevage en captivité est nécessaire, et la libération ultérieure dans le milieu naturel implique l'enseignement de ces routes aux jeunes individus,.
Les jeunes élevés à la main sont imprégnés de leurs parents adoptifs qu'ils suivent. Après une période d'entraînement au vol et d'adaptation aux aéronefs et à leur bruit, les jeunes suivent en vol leurs parents adoptifs jusqu'à leurs zones d'hivernage,.
Cette technique a été utilisée pour des oiseaux tels que l'ibis chauve ou la grue blanche, parmi d'autres espèces,,.